# Нордман, Мариэль
Мариэль Нордман (фр. Marielle Nordmann; род. 24 января 1941, Монпелье) — французская арфистка . Жена скрипача Патриса Фонтанарозы.

## Биография
Начинала своё музыкальное образование как пианистка, однако после встречи в 1951 году с Лили Ласкин обратилась к арфе.
Широко концертирует соло и в ансамбле (унаследовав, в частности, от Ласкин дуэт с Жаном Пьером Рампалем), а также выступает со своеобразными музыкальными шоу, в рамках которых сочетает игру на арфе с танцем, пантомимой, комическими репризами.
Специально для Нордман сочинения для арфы писали выдающиеся композиторы разных стран, в том числе Эдисон Денисов.